# Chilelopsis serena
Chilelopsis serena là một loài nhện trong họ Nemesiidae.
Chilelopsis serena được miêu tả năm 1995 bởi Goloboff.